# Fables
Fables är en tecknad serie av Bill Willingham, som utspelar sig i New York. Serien utspelar sig delvis i en fiktiv stadsdel kallad fabletown men också på en stor farm ute på landet i USA. Figurerna är public domain-figurer från legender och gamla sagor som till exempel Snövit och Den stora stygga vargen (som numera kan anta människoskepnad och står på den goda sidan). Det dyker också upp figurer från klassiker som Djungelboken, Det susar i säven, Alice i Underlandet och landet Oz. De bor numera i vår värld eftersom de har jagats ut ur sina egna världar av en farlig fiende kallad The Adversary som är Geppetto från Pinocchios äventyr. De lever i vår värld i hemlighet så de som inte ser ut som människor måste bo på The Farm, något som de är rätt missnöjda med och något som de tre små grisarna till och med startade en revolution mot ledningen för. De lyckades få med sig många men de misslyckades och blev hårt bestraffade. Häxan från Hans och Greta (Frau Totenkinder) är ledare för magikerna i Fabletown. Hans från samma saga är i serien en fiende som numera jobbar för de onda efter att ha blivit utstött från både Fabletown och människornas värld för sitt engagemang i kyrkans verksamhet. Man kan se viss inspiration från asatron eftersom Frankensteins huvud finns med som rådgivare till sheriffen i Fabletown.
Jack of Fables är en spinoff från serien där Jack från olika sagor är på äventyr helt själv och möter folk från underlandet och Oz som han hjälper att rymma. Även Humpty Dumpty dyker upp här och även en äldre version av lille svarte sambo.
Snövit och Den stora stygga vargen är gifta och har sju barn i serien. Barnen kan flyga och förvandla sig till vargar. Det sjunde barnet är en sephyr som är alltid är osynlig.
Jultomten är med i serien och även tandfen. Tomten förvarar sin lista över snälla barn hos Sheriffen i Fabletown.